# Gerhard Richter (Fußballspieler, 1927)
Gerhard Richter (* 6. August 1927 in Leipzig), auch „Gerd“ gerufen, ist ein ehemaliger deutscher Fußballspieler.

## Karriere …

### … im Osten
Richter begann siebenjährig in der Jugendabteilung des VfB Leipzig mit dem Fußballspielen und blieb dem Verein bis zum Ende des Zweiten Weltkriegs zugehörig.
Nachdem der VfB Leipzig 1945, wie alle bürgerlichen Vereine, durch die sowjetische Besatzungsmacht aufgelöst und enteignet worden war, gründeten unter anderem ehemalige VfB-Spieler auf ihrem alten Sportgelände die „SG Probstheida“, der Richter bis 1948 noch angehörte.

### … im Norden
In den Norden des Westens gelangt, spielte er die Saison 1948/49 für den SC Hannoversch Münden, die Saison 1949/50 für den ASV Bergedorf 85 in der Alsterstaffel, neben der Elbestaffel, eine von zwei Staffeln in der zweitklassigen Amateurliga Hamburg. Anschließend, von 1950 bis 1952, spielte er für Bremerhaven 93 in der Oberliga Nord, eine von fünf Staffeln als höchste deutsche Spielklasse.

### … im Westen
Von 1952 bis 1960 bestritt er für Alemannia Aachen 187 Punktspiele in der Oberliga West und erzielte 17 Tore. Als Drittplatzierter der Saison 1955/56 und 1957/58 erbrachte er mit der Mannschaft die beste Meisterschaftsleistung. Sein Debüt gab er am 31. August 1952 (2. Spieltag) bei der 1:2-Niederlage im Auswärtsspiel gegen Bayer 04 Leverkusen, sein erstes Tor erzielte er am 7. September 1952 (3. Spieltag) beim 4:1-Sieg im Heimspiel gegen Schwarz-Weiß Essen mit dem Treffer zum Endstand in der 77. Minute.
Des Weiteren kam er in zwei Spielzeiten in zehn Spielen des DFB-Pokal-Wettbewerbs zum Einsatz und debütierte am 17. August 1952 in Herzogenrath beim 5:2-Erstrunden-Sieg über den TuS Essen-West. Sein erstes von zwei Toren in dem nationalen Pokalwettbewerb für Vereinsmannschaften erzielte er am 5. Oktober 1952 beim 3:3-Unentschieden im Achtelfinale gegen den 1. FC Nürnberg mit dem Treffer zum 1:1 in der 55. Minute. Nachdem das Wiederholungsspiel in Nürnberg mit 2:0 gewonnen wurde, bestritt er das am 1. und 8. März 1953 jeweils mit 3:1 daheim gewonnene Viertel- und Halbfinale gegen Hamborn 07 und Wormatia Worms. Das anschließende, am 1. Mai 1953 im Düsseldorfer Rheinstadion vor 37.000 Zuschauern gegen Rot-Weiss Essen ausgetragene Finale wurde mit 1:2 verloren; das Anschlusstor von Jupp Derwall in der 56. Minute war das einzige Tor, das seiner Mannschaft gelang. 1954/55 kam er nochmals in vier Spielen in diesem Wettbewerb zum Einsatz, bevor er mit seiner Mannschaft am 27. November 1954 im Viertelfinale gegen Altona 93 mit 0:2 aus diesem ausschied.

## Erfolge
- DFB-Pokal-Finalist 1953

## Sonstiges
1960 beendete Gerd Richter seine Laufbahn als Vertragsspieler bei Alemannia Aachen. Anschließend war er noch in verschiedenen ehrenamtlichen Funktionen für den Verein tätig, darunter als Werbebeauftrager bzw. als Herausgeber des Stadionprogramms, Mitglied des Spielausschusses und ab 1974 als Scout.